# Return to Olympus
Return to Olympus est l'unique album du groupe américain Malfunkshun. En 1995, Stone Gossard et Regan Hagar ont compilé des titres issus de démos et d'enregistrements en public et les ont réalisés sur leur label Loosegroove Records. On y trouve notamment une reprise de Ted Nugent, Wang Dang Sweet Poontang.

## Liste des titres
- Tous les titres sont signés par le groupe sauf indication.

1. Enter Landrew - 2:50
2. My Only Fan - 4:22
3. Liberty (With Morals) - 3:24
4. Jezebel Woman - 4:31
5. Shotgun Wedding - 4:16
6. Wang Dang Sweet Poontang (Ted Nugent) - 3:19
7. Until The Ocean - 2:54
8. I Wanna Be Yo Daddy - 4:55
9. Winter Bites - 7:38
10. Make Sweet Love - 4:15
11. Region - 0:50
12. Luxury Bed (The Rocketship Chair) - 4:57
13. Exit Landrew - 1:50

- les titres 14 à 32 sont vides et au 33e on trouve un titre caché : With Yo' Heart (Not Yo' Hands) - 6:35

## Musiciens
- Andrew Wood: chant, basse.
- Kevin Wood: guitares.
- Regan Hagar: batterie, percussion.